# (9684) Olieslagers
(9684) Olieslagers ist ein Asteroid des Hauptgürtels, der am 24. September 1960 von dem niederländischen Astronomenehepaar Cornelis Johannes van Houten und Ingrid van Houten-Groeneveld entdeckt wurde. Die Entdeckung geschah im Rahmen des Palomar-Leiden-Surveys, bei dem von Tom Gehrels mit dem 120-cm-Oschin-Schmidt-Teleskop des Palomar-Observatoriums aufgenommene Feldplatten an der Universität Leiden durchmustert wurden.
Der Himmelskörper wurde am 5. Juli 2001 nach dem belgischen Kunst- und Kampfflieger Jan Olieslagers (1883–1942) benannt, der 1910 den ersten Überlandflug zwischen zwei Städten in den Niederlanden durchführte.